# Demetrias
Demetrias (starořecky Δημητριάς) bylo řecké město ve starověké Thesálii ležící na východě středního Řecka na konci Pagasitického zálivu poblíž současného města Volos.

## Dějiny
Město bylo založeno v roce 294 př. n. l. makedonským králem Démétriem Poliorkétem, který do něj přestěhoval obyvatele blízkých měst Nelie, Pagas, Ormenia, Rhizuntu, Sepiady, Olizonu, Boebe a Iolku; území všech těchto obcí bylo poté zahrnuto do okrsku samotné Demetriady. Brzy se stalo důležitým místem a oblíbeným sídlem makedonských králů. Jeho příznivá poloha mu umožňovala ovládat jak vnitrozemí Thesálie, tak i přilehlá moře. Význam jeho postavení byl takový, že ho Filip V. Makedonský nazval jedním ze tří okovů Řecka, dalšími dvěma byla města Chalkis a Korint.
Roku 196 př. n. l. Římané, kteří v předchozím roce nad Filipem zvítězili v bitvě u Kynoskefal, Demetriadu obsadili a umístili do ní vojenskou posádku. O čtyři roky později ji však překvapivě obsadil Aitólský spolek. Aitólové se spojili s Antiochem III. ve válce proti Řimu, která ale skončila Antiochovou porážkou. Po návratu Antiocha do Asie v roce 191 př. n. l. se Demetrias vzdala Filipovi, kterému Římané dovolili si toto město ponechat. Držení Demetriady v rukou Filipa přešlo i na jeho nástupce a trvalo až do svržení makedonské monarchie po bitvě u Pydny roku 169 př. n. l.
Demetrias na svém významu za římské nadvlády poněkud ztratila, stala se ale hlavním sídlem ligy měst v Magnésii. V křesťanských dobách byly postaveny některé budovy, zejména dva kostely, jeden v severním přístavu, nazývaný Damokratiova bazilika, a další mimo hradby na jih od města, známý jako hřbitovní bazilika. Za římského císaře Konstantina Velikého (306–337) se Demetrias stala sídlem biskupa, nyní je jen titulárním stolcem katolické církve.
Podle Prokopia byla Demetrias přestavěna Justiniánem I. (527–565), ale některé náznaky ukazují na možnost, že zde „starověký městský život mohl skončit již začátkem 6. století“. O Demetriadě se ještě v 6. století zmínil byzantský zeměpisec Hierokles Její okolí osídlil v 7.–8. století slovanský kmen Velegezitů, v roce 901 nebo 902 byla přepadena a vypleněna Saracény a v roce 1040 vzbouřenci během povstání Petra Delyana.
Po čtvrté křížové výpravě bylo město věnováno vyhnané byzantské císařovně Eufrozině a po její smrti v roce 1210 Markétě Uherské, vdově po soluňském králi Bonifáci z Montferratu. Město se asi v roce 1240 formálně dostalo pod vládu Manuela Duky, ale defakto ho ovládal významný byzantský rod Melissénů. V 70. letech 13. století dosáhli Byzantinci v bitvě u Demetriady důležitého vítězství nad spojenými Benátkami a negropontskou triarchií.
V roce 1310 vyplenila město Katalánská kompanie a udržela jej až do roku 1381, ale počínaje rokem 1333 začalo být opouštěno ve prospěch sousedního Volosu. Nakonec bylo v roce 1393 dobyto Osmanskou říší.

## Archeologie

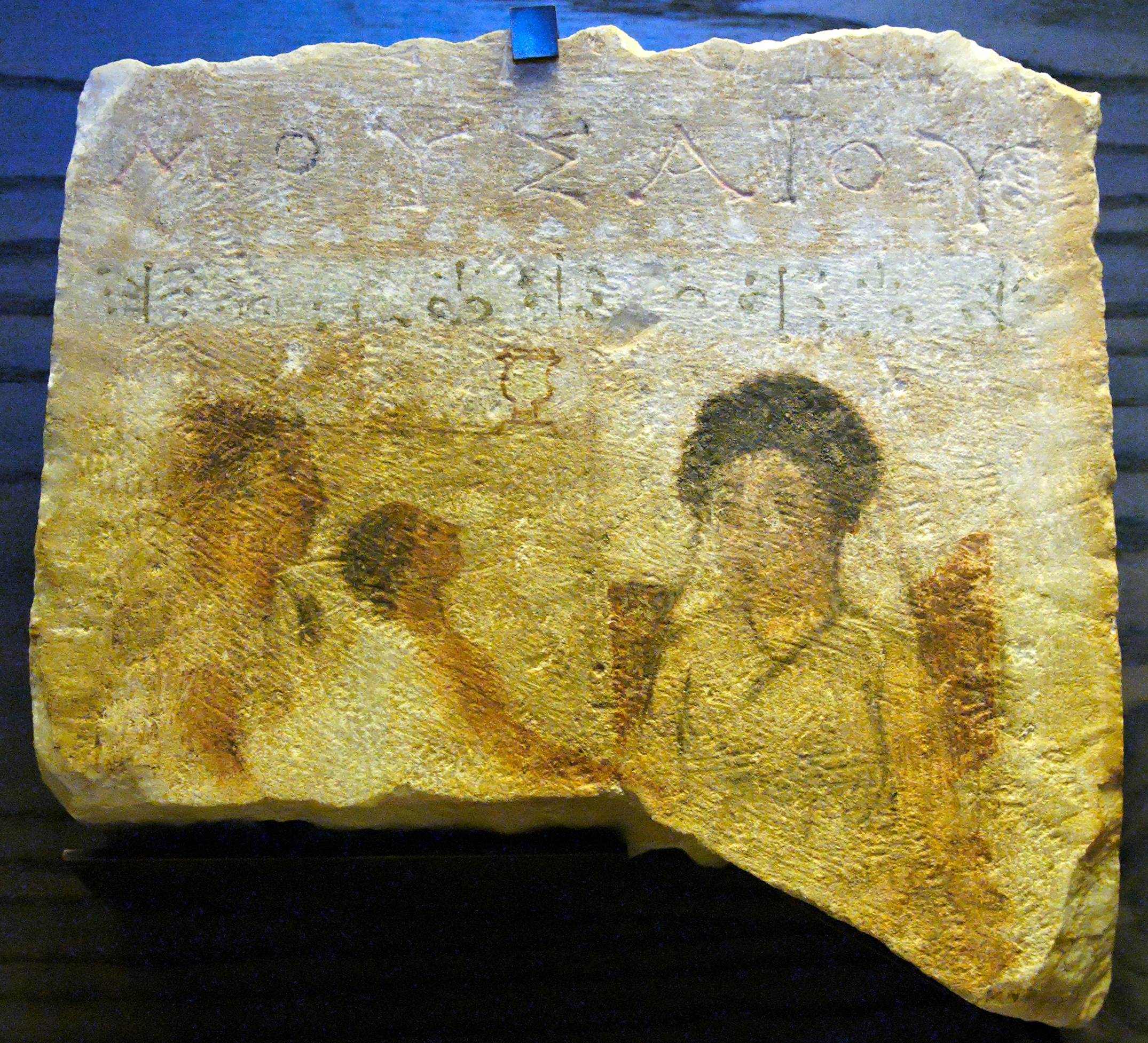
Malovaná pohřební stéla z Demetriady v muzeu Louvre

Lokalita, kde se rozkládala Demetrias, se nachází na místě zvaném Aivaliotika (řecky Αϊβαλιώτικα) na území města Volos.

Starověké město popsal anglický diplomat William Martin Leake, který toto místo navštívil na počátku 19. století, jako zabírající 
...jižní neboli přímořskou stěnu výšiny, nyní nazývané Gorítza, která vyčnívá od pobřeží Magnésie mezi 2 a 3 mílemi na jih od středu Volosu. I když nezbylo o moc více než základy, téměř ve všech částech lze vysledovat hranice města, které mělo po obvodu méně než 2 míle. Hradby vedly po hřebeni svahu, který strmě klesá k východu i západu, stejně jako k moři. Na severu tvořil vrchol kopce spolu s podlouhlým prostorem pod ním malou citadelu, jejíž základy stále existují. Plochý prostor v centrální části výšiny byl vhodně určen pro ústřední část města. Akropole obsahovala velkou cisternu vytesanou ve skále, která je nyní částečně vyplněna zeminou... Mnoho starověkých ulic města lze vysledovat na plošině, která leží na půl cesty k moři, a dokonce i základy soukromých domů; prostor mezi jednou ulicí a další s ní rovnoběžnou je o něco více než 15 stop. Přibližně uprostřed města se nachází prohlubeň, nyní nazývaná lagúmi neboli důl, kde je ve skále vytesán dlouhý obdélníkový příkop široký 2 stopy, hluboký 7 stop a pokrytý plochými kameny. Známky působení vody uvnitř kanálu dokazují, že byl součástí akvaduktu, který pravděpodobně sváděl vodu z nějakého zdroje z výšiny, na níž stála citadela, do středu města.
William Martin Leake, Travels in Northern Greece, IV., 375
Naleziště ležící asi 3 km jižně od Volosu bylo odkrýváno od konce 19. století. Dochovaly se zbytky hradeb v délce asi 11 km a akropole, která se rozkládala na severozápadě v nejvyšším bodě města. Odkryto bylo také divadlo, Héróon (chrám ležící nad divadlem), akvadukt, posvátná agora s chrámem a správním centrem města a Anaktoron (královský palác) východně od města na vrcholu kopce, který byl zastavěn až do poloviny 2. století př. n. l. a později využíván Římany jako hřbitov.